# Marake Colles
Marake Colles zijn een reeks heuvels op de planeet Venus. Marake Colles werden in 1997 genoemd naar Marake, een zeegodin van de Mansen, West-Siberië.
De heuvels hebben een diameter van 150 kilometer en bevinden zich tussen Iris Dorsa en Tikoiwuti Dorsa in het zuidoosten van het quadrangle Pandrosos Dorsa (V-5).